# Dervish (muzička grupa)
Dervish je irska muzička grupa osnovana 1989. godine. Pevaju irsku tradicionalnu i folk muziku. BBC Radio 3 ih je proglasio ikonama irske muzike. Takođe, bend je predstavljao Irsku na Pesmi Evrovizije 2007.

## Istorijat
Grupa Dervish se izvorno zvala The Boys of Sligo. Album pod istim imenom su izdali 1989. godine, međutim to je bio instrumentalni album sa Martinom MekGinlijem na violini.
1991. bendu su se pridružili pevačica Katerina Jordan i Šejn MekAlir. Prvi album pod imenom Dervish su objavili 1993. godine i zvao se Harmony Hill. Albume su objavljivali i 1995. i 1996. Njihov četvrti album Live in Palma snimljen je pred živom publikom 1997. 1998. MekAlir je napustio grupu, a zamenio ga je Seamus O'Dovd i Tomas Morov. Nakon toga su nastavili sa objavom albuma.
2007. godine grupa je bila predstavnik Irske na Pesmi Evrovizije 2007. godine u Helsinkiju. Pevali su pesmu They Can't Stop The Spring. Bili su 24. u finalu sa 5 osvojenih bodova.
U proleće 2012. su otkazali svoje dugo najvljivane koncerte kao znak kulturnog bojkota Izraela. 2019. godine izdali su album za američku izdavačku kuću Rounder Records pod nazivom The Great Irish Song Book na kojem se nalazi izbor klasičnih irskih pesama koje su otpevali brojni poznati pevači. 2019. su od BBC-ja dobili nagradu za životno delo.

## Albumi
- The Boys of Sligo (1989)
- Harmony Hill (1993)
- Playing with fire (1995)
- At the End Of The Day (1996)
- Live in Palma (1997)
- Midsummer Night (1999)
- Decade (2001)
- Spirit (2003)
- A Healing Heart (2005)
- Travelling Show (2007)
- The Thrush in the Storm (2013)
- The Great Irish Song Book (2019)